# 眉足蟹科
眉足蟹科（學名：Blepharipodidae）是蟬蟹總科的一个科，由眉足蟹屬和冠鞭蟹属两个属組成。這些物種與蟬螺總科中的其他科的区别在于鳃的形状：眉足蟹科物種的鳃为丝状，而管鬚蟹科和蟬蟹科的鳃为层状。在可追溯到始新世的岩石中发现了属于冠鞭蟹属物種的化石。

## 分類
- 眉足蟹属（Blepharipoda）
- 冠鞭蟹属（Lophomastix）